# Osiek (Środa Śląska)
Pour les articles homonymes, voir Osiek.
Osiek est une localité polonaise de la gmina de Kostomłoty, située dans le powiat de Środa Śląska en voïvodie de Basse-Silésie.

## Histoire
De 1742 à 1945, Ossig fait partie de l'arrondissement de Striegau puis à partir de 1932, de l'arrondissement de Neumarkt dans le district de Breslau au sein de la province de Silésie.